# رز آفتاب طلایی
رز آفتاب طلایی یا رز سولیل دِ اور (به فرانسوی: Rosa Soleil d'Or) یکی از رقم‌های رز است. این رقم نخستین رز زرد رنگ دورگهٔ چای است که توسط ژوزف پرنت-داچر فرانسوی در سال ۱۹۰۰ معرفی شده‌است.
رز دورگهٔ چای زرد رنگ بنام رز آفتاب طلایی (رز سولیل دِ اور) رز زرد رنگ از انواعی است که یافت نوع خودروی آن تنها به خاورمیانه و چین منحصر شده‌است به همین سبب تا قرن نوزدهم با وجود به کارگیری انواع گوناگون رز در صنعت باغبانی هنوز از به‌کارگیری رز زرد خودرو اثری دیده نمی‌شود. یکی از والدهای رزهای زرد رنگ امروزی یکی از گونه‌های رز به نام رز زرد ایرانی است که در کشورهای ایران و عراق یافت می‌شود. یک پرورش دهندهٔ رز فرانسوی بنام ژوزف پرنت-داچر (۱۹۲۸–۱۸۵۹) نخستین رز زرد رنگ دورگهٔ چای را در سال ۱۹۰۰ میلادی بنام رز آفتاب طلایی تلفظ فرانسوی ۱پ ۳۶ به جهان معرفی کرد البته رنگ رز آفتاب طلایی هنوز با رنگ زرد خالص تفاوت داشت.